# Списак фестивала хране у Србији
Српски фестивали хране су туристичко-такмичарске манифестације које се сезонски организују током године.
У наставку су наведени фестивали који данас постоје у Србији.
Посебно су атрактивне манифестације које се одржавају зими, јер су то оне посвећене кобасици, пршути, сланини, чварцима...
| назив                                | место одржавања            | коментар                                           |
| Јануар                               | Јануар                     | Јануар                                             |
| ------------------------------------ | -------------------------- | -------------------------------------------------- |
| Дан винара и виноградара             | Хајдуково                  | Свети Винко                                        |
| Пршутијада                           | Мачкат на Златибору        |                                                    |
| Сајам пиротске пеглане кобасице      | Пирот                      |                                                    |
| Фебруар                              |                            |                                                    |
| Дан винара и виноградара             | Суботица                   | Свети Трифун                                       |
| Сремска кобасицијада                 | Шид                        |                                                    |
| Винијада                             | Шид, Беркасово             |                                                    |
| Туријска кобасицијада                | Турија                     | такмичење за најдужу кобасицу на свету             |
| Белоблатска кобасица                 | Бело Блато, Зрењанин       |                                                    |
| Клобаса фест                         | Бачки Петровац             | такмичење у припреми кобасица и чварака            |
| Март                                 |                            |                                                    |
| -                                    | -                          | -                                                  |
| Април                                |                            |                                                    |
| Туцанијада                           | Мокрин                     | Првенство у туцању ускршњим јајима, у време Ускрса |
| Мај                                  |                            |                                                    |
| Палићке винске свечаности            | Палић                      | сваке треће суботе у мају                          |
| Златни котлић                        | Стари Сланкамен            |                                                    |
| Фестивал куглофа                     | Сремски Карловци           | задњи викенд у месецу                              |
| Јун                                  |                            |                                                    |
| Сремска куленијада                   | Сремска Митровица          |                                                    |
| Дан рибље чорбе у Лудашу             | Палић                      | обала Лудашког језера                              |
| Јул                                  |                            |                                                    |
| Штрудлијада                          | Ново Милошево              |                                                    |
| Ракијада „Парастос дуду"             | Ковиљ                      |                                                    |
| Златни котлић                        | Бешка                      | на обали Дунава код Бешке                          |
| Фестивал старопланинских јела Темска | Темска                     |                                                    |
| Август                               |                            |                                                    |
| Дани вина у Ривици‎                   | Ривица                     | крајем јула или почетком августа                   |
| Белмужијада                          | Сврљиг                     | такмичење у припремању белмужа                     |
| Дани банице                          | Бела Паланка               | друга недеља августа (петак, субота, недеља)       |
| Фестивал пива                        | Београд                    |                                                    |
| Дани брескве                         | Нови Сланкамен             |                                                    |
| Бурегџијада                          | Ниш                        | дани бурека                                        |
| Интеретно фестивал                   | Суботица                   | од 2001. године                                    |
| Златарска сиријада                   | Божетићи, Нова Варош       | на Велику Госпојину (28. августа)                  |
| Великогоспојински дани               | Нови Бечеј                 | од 1994. године                                    |
| Бостанијада                          | Шашинци, Сремска Митровица | крајем августа - почетком септембра                |
| Септембар                            |                            |                                                    |
| Вински бал                           | Власотинце                 | крај августа, почетак септембра                    |
| Муд(р)ијада                          | Савинац, Горњи Милановац   | почетак септембра                                  |
| Роштиљијада                          | Лесковац                   | прва недеља септембра                              |
| Печењијада                           | Стопања код Крушевца       | први викенд у септембру                            |
| Купусијада                           | Мрчајевци                  | средина септембра                                  |
| Котлић                               | Кикинда                    |                                                    |
| Пасуљијада                           | Равни Тополовац            | почетком септембра - од 2004. године               |
| Пасуљијада                           | Таванкут код Суботице      |                                                    |
| Вински маратон                       | Палић                      | друга половина септембра                           |
| Фестивал сира и качкаваља            | Пирот                      |                                                    |
| Фестивал зимнице                     | Коцељева                   | задњи викенд септембра                             |
| Октобар                              |                            |                                                    |
| Колачијада                           | Шид                        |                                                    |
| Дани меда                            | Инђија                     |                                                    |
| Вурдијада                            | Бабушница                  |                                                    |
| Дани лудаје                          | Кикинда                    |                                                    |
| Чваркијада                           | Ваљево                     | фестивал дуван чварака                             |
| Купусијада                           | Футог                      |                                                    |
| Новембар                             |                            |                                                    |
| Фестивал ракије                      | Обреновац                  | први пут одржано 2009                              |
| Децембар                             |                            |                                                    |
| -                                    | -                          | -                                                  |